# Campsurus latipennis
Campsurus latipennis är en dagsländeart som först beskrevs av Walker 1853.  Campsurus latipennis ingår i släktet Campsurus och familjen Polymitarcyidae. Inga underarter finns listade i Catalogue of Life.